# Дом братьев Степановых (Челябинск)
Дом Крашенинниковых (перестроенный братьями Степановыми) — особняк челябинских купцов Степановых, основателей торгового дома «Братья Степановы», расположенный по улице Труда, 82 в Челябинске. Объект культурного наследия регионального значения.

## Архитектура
Особняк представляет из себя одноэтажное деревянное строение с каменным цоколем, выполненное в русском стиле, в лучших традициях деревянного зодчества середины XIX века. Здание декорировано небольшими деревянными башнями, украшено прорезной деревянной резьбой (дверь, фасадная часть дома, башенки). Каждое окно дома имеет свой деревянный наличник. В непосредственной близости к зданию расположены деревянные резные ворота, ведущие во двор бывшего особняка.

## История
Дом, расположенный по улице Сибирской (ныне — улица Труда), был построен челябинским купцом Николаем Петровичем Крашенинниковым. В 1866 году дом числится за Олимпиадой Крашенинниковой по Сибирской улице, а в 1873 году — дом становится собственностью купца Степана Тихоновича Степанова. Его сыновья основывают в 1877 году (по другим данным в 1878 году) торговый дом «Братья Степановы». Основателями его стали братья: Евдоким, Никифор, Павел и Иван Степановичи Степановы. С 1877 (1878 года) здание — собственность торгового дома. После революции дом Степановых был национализирован. В бывшем особняке братьев Степановых недолгое время проживал профессиональный революционер В. К. Блюхер во время своего пребывания в Челябинске. 15 июля 1925 года в этом доме была открыта гостиница «Дом крестьянина». Газета «Советская правда» писала: 
В “Доме крестьянина” приехавший в город крестьянин найдет себе убежище, простую здоровую пищу и ночлег. Тут же в находящейся во дворе конюшне он может поставить свою лошадь...
 В тридцатые годы XX века «Дом крестьянина» прекратил своё существование. Здание подвергалось реставрации дважды в 1986 и в 2005 году. В настоящее время (2015 год) бывший дом братьев Степановых занимают частные организации.